# Sainte-Marie-Laumont

Sainte-Marie-Laumont este o comună în departamentul Calvados, Franța. În 1 ianuarie 2018 avea o populație de 703 de locuitori.